# تيد سادوفسكي
تيد سادوفسكي (بالإنجليزية: Ted Sadowski)‏ هو لاعب كرة قاعدة أمريكي، ولد في 1 أبريل 1936 في بيتسبرغ في الولايات المتحدة، وتوفي في 18 يوليو 1993 في Shaler Township, Pennsylvania ‏ في الولايات المتحدة بسبب سرطان.

## وصلات خارجية
- تيد سادوفسكي على موقعبيزبول رفرنس.كوم (الدوري الرئيسي) (الإنجليزية)
- تيد سادوفسكي على موقع مشجعي الرسوم البيانية (الإنجليزية)